# Bogaletch Gebre
Bogaletch "Boge" Gebre, född 1960, död 6 november 2019, var en etiopisk forskare och aktivist. Tillsammans med sin syster Fikirte Gebre grundade hon 1997 den icke-statliga välgörenhetsorganisationen KMG Ethiopia, som arbetar för kvinnors rättigheter, kvinnors hälsa och miljön i vid mening. Organisationen arbetar bland annat för att förhindra kvinnlig könsstympning och brudrövning; en sedvänja som innebär att unga kvinnor kidnappas och våldtas i syfte att vinna dem till äktenskap.
Enligt tidningen The Independent har organisationen bidragit till att brudrövningarna i Kembatta-regionen minskat med mer än 90 procent under 2000-talet. Tidningen The Economist skriver att organisationen ligger bakom att andelen kvinnor i regionen som könsstympas har minskat från 100 procent till 3 procent.
Gebre studerade först mikrobiologi i Jerusalem och fick senare ett Fulbright-stipendium för att studera vid University of Massachusetts Amherst i USA, där hon senare doktorerade i epidemiologi. 
Bogaletch Gebre tilldelades år 2005 Europarådets Nord-Syd-pris för sina insatser, och år 2007 Världshälsoorganisationen WHO:s Jonathan Mann-pris.